# Alchemilla cryptantha
Alchemilla cryptantha är en rosväxtart som beskrevs av Ernst Gottlieb von Steudel och Achille Richard. Alchemilla cryptantha ingår i släktet daggkåpor, och familjen rosväxter. Utöver nominatformen finns också underarten A. c. tenuicaulis.